# جولي ماثيوز
جولي ماثيوز (بالإنجليزية: Julie Matthews)‏ هي مغنية مؤلفة ومغنية بريطانية، ولدت في 1963.

## وصلات خارجية
- جولي ماثيوز على موقع ميوزك برينز (الإنجليزية)
- جولي ماثيوز على موقع ديسكوغز (الإنجليزية)